# Конрад, Хельга
Хельга Конрад (нем. Helga Konrad, 10 января 1948, Грац — 12 октября 2024) — австрийский политический деятель.

## Биография
Конрад родилась и выросла в Граце. Она изучала английскую и романскую филологию в Университете Граца и в Париже, защитив докторскую диссертацию в 1975 году. Она работала в Палате рабочих и служащих, а затем в Steirische Kulturinitiative.
Она была членом Социал-демократической партии Австрии (SPÖ) и в 1987 году стала городским советником Граца. На выборах в законодательный орган Австрии в 1990 году она была избрана в Национальный совет. Конрад ненадолго вернулась в местную политику в Граце в 1993 году, пока не сменила Иоганну Дональ на посту федерального министра по делам женщин в апреле 1995 года в правительстве Франца Враницкого, оставаясь на этом посту до отставки канцлера в 1997 году. 
Самым влиятельным проектом Конрад стала кампания по поощрению равного участия мужчин и женщин в выполнении домашних дел. В 1999 году Конрад была награждена Большим Почётным знаком в серебре со звездой за заслуги перед Австрийской Республикой. 
Конрад считалась экспертом по борьбе с торговлей людьми. С 2000 по 2004 год она возглавляла целевую группу Пакта стабильности для Юго-Восточной Европы по борьбе с торговлей людьми, а в 2004 году была назначена специальным представителем Организации по безопасности и сотрудничеству в Европе по этому вопросу. 
Конрад умерла 12 октября 2024 года в возрасте 76 лет.